# Concorde (metropolitana di Parigi)
Concorde è una stazione delle linee 1, 8 e 12 della metropolitana di Parigi.

## La stazione
Si chiama così in quanto vicina a Place de la Concorde. La stazione si distingue dalle altre a causa delle sue decorazioni: il tunnel per la linea 12 è decorato con piastrelle che disegnano la Déclaration des Droits de l'Homme et du Citoyen.
Il poema imagista di Ezra Pound, In a Station of the Metro, è stato ispirato da questa stazione.

## Galleria d'immagini

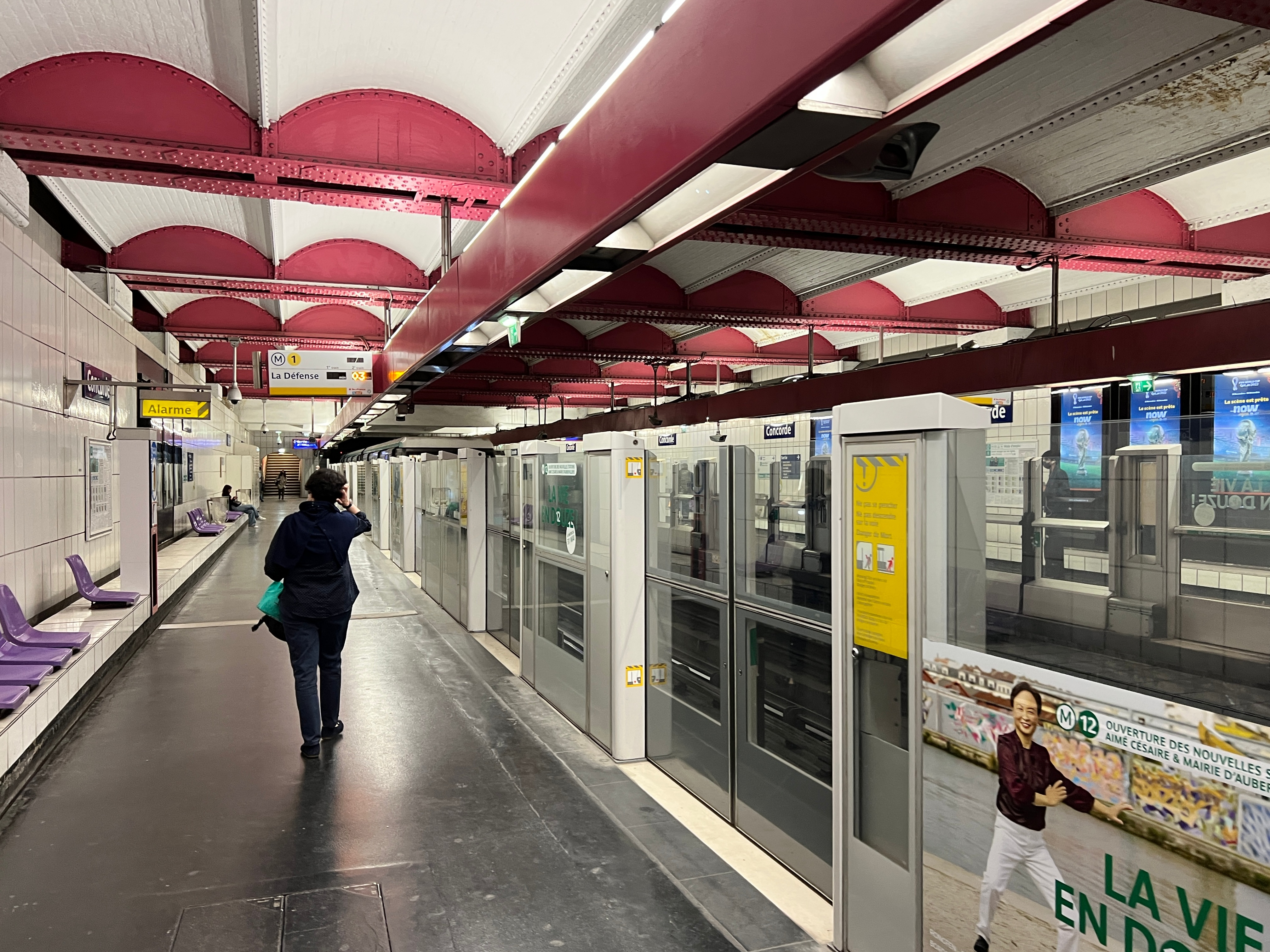
Il piano banchine della linea 1
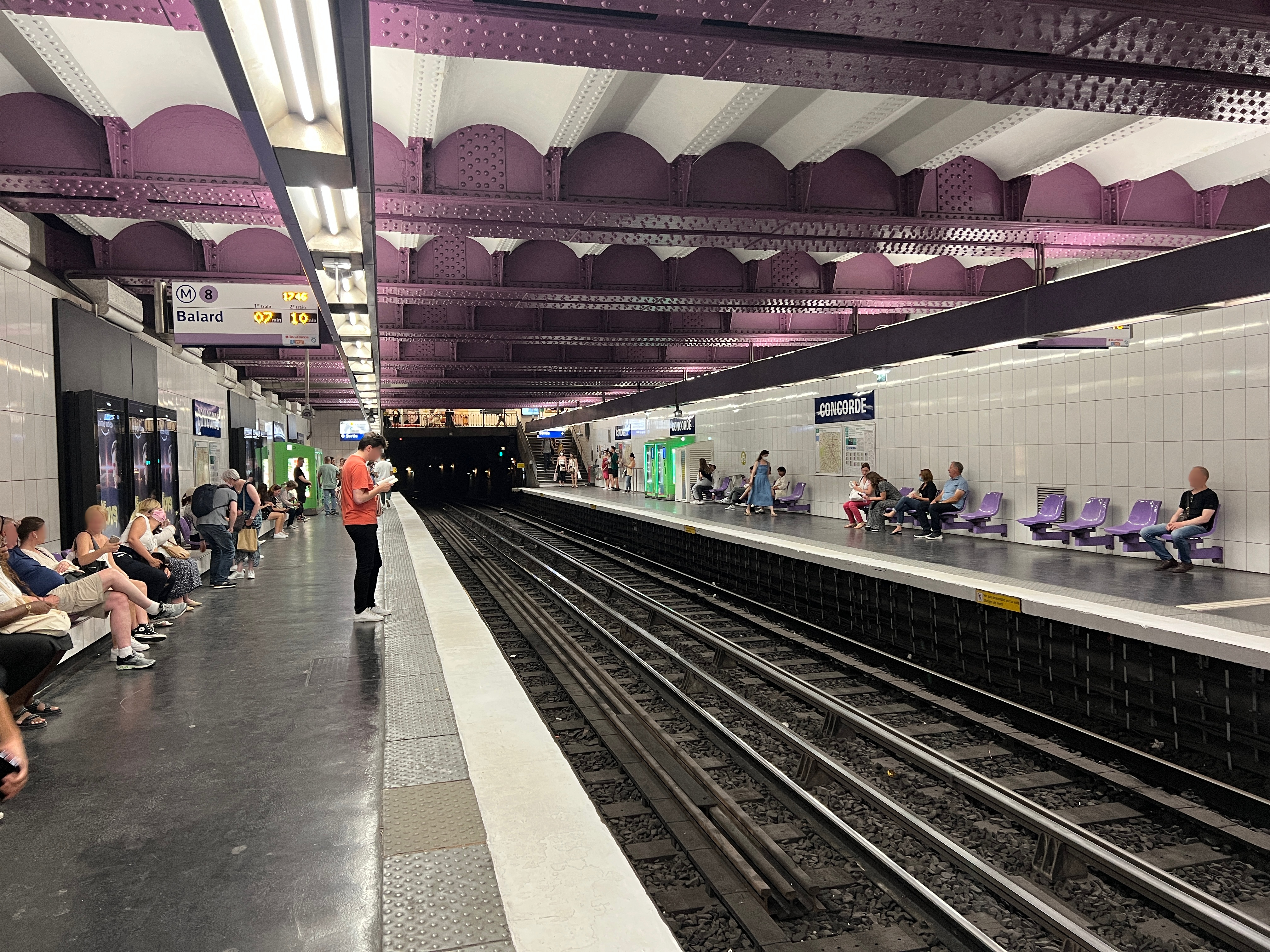
Il piano banchine della linea 8
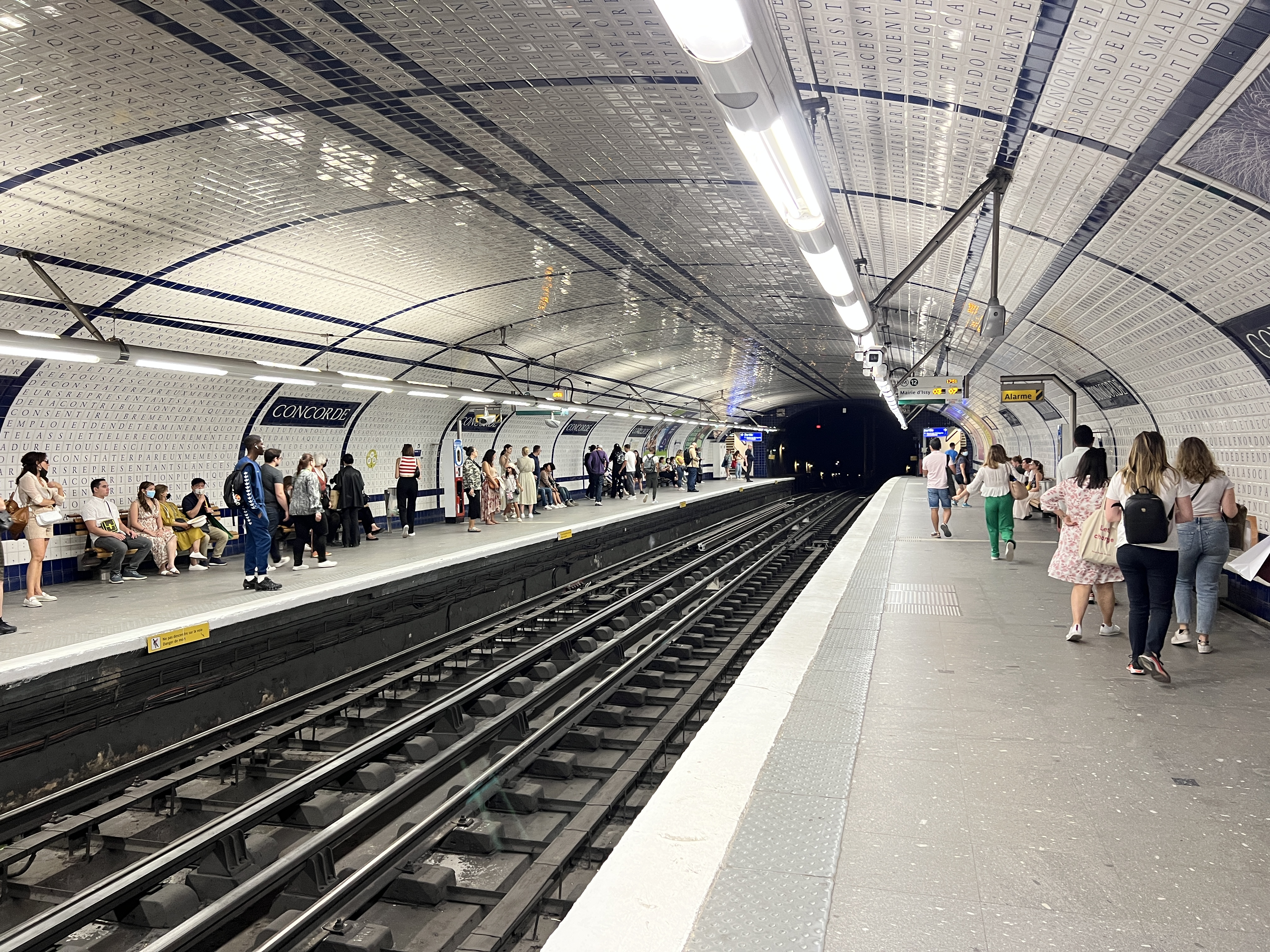
Il piano banchine della linea 12